# Ribče
Ribče so naselje v Občini Litija.